# Julius Tausch
Julius Tausch (Dessau, 15 d'abril de 1827 - Bonn, 11 de novembre de 1895) fou un pianista, eminent director d'orquestra i fecund compositor alemany.
Prengué part molt activa en el moviment artístic del seu país durant la primera meitat del segle xix. Organitzà i dirigí els notables festivals de música del Baix Rin i nombroses societats corals. Les seves composicions consisteixen principalment en lieder, duets i obres per a cor, solo o amb acompanyament d'orquestra. Durant la seva estada a Düsseldorf fent de professor, tingué entre altres alumnes en Karl Steinhauer.